# Detoa Albrechtice
Detoa Albrechtice je nejstarší firma na dřevěné hračky v České republice, sídlící v Jiřetíně pod Bukovou. Firma začala vyrábět 1. ledna 1908 pod vedením svého zakladatele Johanna Schowanka.

## Historie
První výrobky putovaly k zákazníkům již roku 1895, tehdy ještě z továrny Schowanek sídlící v nedaleké Desné. Majitel Johann Schowanek se ale rozhodl vybudovat novou továrnu v Jiřetíně a pojmenoval ji stejně jako továrnu v Desné – Schowanek. Firma začala v Jiřetíně vyrábět v roce 1908, ale již okolo roku 1920 exportovala do mnoha zemí všech světadílů, včetně Afriky. Továrna byla neustále rozšiřována a svoji dnešní podobu dostala až v roce 1935.
Po druhé světové válce byla firma znárodněna a původní majitel Schowanek emigroval. Firma dostala nové jméno TOFA Albrechtice (Toys factory – továrna na hračky) a později se stala jedním ze závodů nově ustaveného podniku TOFA Semily.
Koncem 80. let byl závod TOFA Albrechtice specializován na výrobu klavírových a pianinových mechanik, např. pro královéhradecký Petrof, a výroba hraček byla jen okrajová. Když se v roce 1991 rozhodlo o privatizaci tehdejšího státního podniku TOFA, dávalo vedení přednost ukončení vlastního vývoje a designérství a odprodeji 51 % podniku německé konkurenci jako výrobního místa. S tím však nesouhlasil tehdejší zaměstnanec Jaroslav Zeman a podal si konkurenční privatizační projekt, se kterým byl úspěšný. K 1. 9. 1993 byla TOFA privatizována.
Od téhož roku nese společnost současné jméno DETOA Albrechtice (de TOFA Albrechtice). Firma sice sídlí v Jiřetíně pod Bukovou, který byl do roku 1991 součástí Smržovky, ale protože centrum Albrechtic je Jiřetínu mnohem blíže než centrum Smržovky, má firma v názvu Albrechtice, které si ponechala i po osamostatnění Jiřetína.

## Současnost
V současnosti firma zaměstnává okolo 200 lidí a své výrobky prodává ve více než padesáti zemích světa. Vystavuje také na největším světovém veletrhu hraček v Norimberku nebo největším světovém veletrhu hudebních nástrojů v Šanghaji. Od roku 2010 probíhají ve firmě exkurze, kde se mohou návštěvníci seznámit s historií továrny, postupem výroby a zároveň zakoupit výrobky Detoy nebo od roku 2011 navštívit Muzeum výroby hraček a Kreativní dílny, kde si (hlavně děti) mohou vyrobit vlastní hračku.

## Slavné výrobky
- Jojo – výroba jako módní hit z USA převážně v 30. letech 20. století, ale v malém množství probíhá dodnes
- Domino – výroba nepřetržitě od 30. let dodnes
- Počítadla – výroba od roku 1926
- Magnetická divadla – výroba od roku 1960
- Soubory her – výroba mezi léty 1926 – 1970
- Perle a korále – výroba od začátku provozu – dříve tvořily módní doplněk žen celého světa. Dnes se prodávají hlavně v hobby sektoru.
- Mačkací figurky – nápad návrháře firmy – od 30. let dodnes
- Dětské montážní nářadí:
  - Basa s nářadím – výroba od roku 1963
  - Montážní stůl (ponk/hoblice) – výroba od roku 1970
  - Montážní auto – výroba od roku 1972
- Dětská bižuterie – výroba od začátku provozu
- Krteček – postava ze stejnojmenného seriálu je v současnosti nejslavnějším výrobkem firmy. První Krteček ze dřeva byl vyroben roku 2004, kdy Detoa získala na jejich výrobu licenci od autora Zdeňka Milera. Krtek i další postavy ze seriálu jsou součástí desítek výrobků firmy (např. mačkací figurky, tahací hračky, přívěsky, tužky, skládačky, joja apod.)
- Klavírové a pianinové mechaniky – výroba od roku 1948 dodnes
- Klávesnice – výroba od roku 1999 dodnes